# 加古川中央市民病院
加古川中央市民病院（かこがわちゅうおうしみんびょういん）は、兵庫県加古川市にある医療機関。加古川市が設置する地方独立行政法人加古川市民病院機構が運営する病院である。地域医療支援病院に指定され、加古川市をはじめ東播磨医療圏域の基幹病院としての位置づけを持つ。

## 沿革
- 2011年（平成23年）4月1日 - 地方独立行政法人加古川市民病院機構が発足。将来的に加古川市民病院（加古川西市民病院）と神鋼加古川病院（加古川東市民病院）との統合を目指す。
- 2016年（平成28年）7月1日 - 加古川中央市民病院開院。これに伴い、加古川西・東市民病院は廃止。

## 基本理念
「いのちの誕生から生涯にわたって地域住民の健康を支え、頼られる病院であり続けます」

## 診療部門
- 内科

- 総合内科
- 消化器内科
- 循環器内科
- 呼吸器内科
- 糖尿病・代謝内科
- 腫瘍・血液内科
- リウマチ・膠原病内科
- 脳神経内科
- 腎臓内科
- 精神神経科
- 小児科
- 外科
- 乳腺外科
- 消化器外科
- 心臓血管外科
- 脳神経外科
- 呼吸器外科
- 小児外科
- 整形外科
- 形成外科
- リハビリテーション科
- 眼科
- 耳鼻咽喉科
- 皮膚科
- 産婦人科
- 泌尿器科
- 放射線診断・IVR科
- 放射線治療科
- 麻酔科
- 歯科口腔外科
- 病理診断科
- 救急科

## 交通アクセス
- JR神戸線加古川駅から徒歩約12分。

シャトルバスが運行。